# Maison d'Andra Đorđević
La maison d'Andra Đorđević (en serbe cyrillique : Кућа Андре Ђорђевића ; en serbe latin : Kuća Andre Đorđevića) est située à Belgrade, la capitale de la Serbie, dans la municipalité urbaine de Stari grad. Construite en 1888, elle est inscrite sur la liste des biens culturels de la Ville de Belgrade.

## Présentation
La maison d'Andra Đorđević, située 21 rue Kneginje Ljubice, a été construite en 1888 sur des plans de l'architecte Andra Stevanović. Elle a été édifiée sur la pente du Danube, à une époque où de riches et célèbres familles serbes se faisaient bâtir des résidences à cet endroit-là, dans un quartier qui, autrefois, était typiquement turc. Il s'agit d'une résidence de dimensions modestes, dotée d'un seul étage, avec une grille sur la rue conduisant à une cour. L'ensemble a été dessiné dans le style académique caractéristique du XIXe siècle.
L'architecte de la maison, Andra Stevanović, professeur à la Faculté technique de l'Université de Belgrade, allait construire, quelques décennies plus tard, parmi les bâtiments les plus importants de Belgrade ; cette maison constitue son premier projet.